# Mohamed Sofiane Belreka
Mohamed Sofiane Belreka (ar. محمد سفيان بلريكة; ur. 21 marca 1991) – algierski judoka.
Uczestnik mistrzostw świata w 2023. Startował w Pucharze Świata w 2015, 2016, 2018, 2022 i 2023. Wicemistrz igrzysk afrykańskich w 2019. Siedmiokrotny medalista mistrzostw Afryki w latach 2016–2022. Wicemistrz igrzysk śródziemnomorskich w 2022 roku.